# ケムシクラゲ科
ケムシクラゲ科（ケムシクラゲか、Apolemiidae）はクダクラゲ目の動物。本科に属するのはケムシクラゲ属（ケムシクラゲぞく、Apolemia Eschscholtz, 1829）のみである。
単一の多細胞生物であるかのように見えるが、個虫と呼ばれるポリプやメデュソイド（クラゲ状の生物）の浮遊したコロニー（群体）である。2020年4月には、オーストラリア沖で全長120メートルにおよぶ本科のコロニーが発見された。

## 種
以下の種がケムシクラゲ科ケムシクラゲ属に分類される。
- Apolemia contorta sensu (Margulis, 1976)
- Apolemia lanosa Siebert, Pugh, Haddock & Dunn, 2013 - 和名：カノコケムシクラゲ
- Apolemia rubriversa Siebert, Pugh, Haddock & Dunn, 2013
- Apolemia uvaria (Lesueur, 1815) - 和名：ケムシクラゲ（英語版）
- Apolemia vitiazi (Stepanjants, 1967) - 和名：チャケムシクラゲ

### 旧分類
次の2つの属はかつては別の属とされたものの、今日ではケムシクラゲ属のシノニムとされている
- Ramosia Stepanjants, 1967
- Tottonia Margulis, 1976